# Arizona elegans elegans
Arizona elegans elegans – podgatunek niejadowitych węży Arizona elegans z rodziny połozowatych (Colubridae), występujących w Ameryce Północnej na pograniczu amerykańsko-meksykańskim. Angielska nazwa tego węża to Kansas glossy snake, co można tłumaczyć jako kansaski wąż połyskliwy.
Dorosłe osobniki osiągają wielkość 66 – 99 cm długości. Najdłuższy okaz zmierzony miał 141,6 cm. Węże te żywią się małymi gryzoniami, jaszczurkami, wężami i ptakami. Żyją na terenach piaszczystych i skalistych które preferują.